# Дом Телаловой
Дом Телаловой — трёхэтажное жилое здание, находящееся на Малоподвальной улице в Шевченковском районе города Киев. Здание построено в конце XIX века в стиле историзм. Архитектор — Николай Горденин. Памятник архитектуры и градостроительства.

## Архитектура
Трёхэтажное кирпичное здание с цокольным и мансардным этажами находится на возвышение, замыкая перспективу Малоподвальной улицы. Дом выполнен в стиле историзма с элементами неоготики и расположен на красной линии застройки улицы.
Главный фасад состоит из трёх осей, выделенных при помощи раскреповки с треугольными фронтонами. Фасад украшен колоннами и тимпанами, где размещены круглые медальоны с лепными женскими головами. Архитектор украсил входную группу архивольтом и сместил её относительно центра. Двери выполнены с применением декоративной резьбы. Первоначальное оформление интерьеров было утрачено.

## История
В 1887 году М. Телалова выкупила участок у графини Н. де Бальмен, где располагался одноэтажный деревянный дом. Новый кирпичный дом был построен по проекту архитектора Николая Горденина, который также отвечал за ход строительных работ. Первоначальный проект предполагал пирамидальное завершение по оси бокового проезда, однако вместо него был выстроен дополнительный мансардный этаж.
По состоянию на 2003 год на первом этаже располагалась аптека.
В соответствии с Перечнем недавно выявленных объектов культурного наследия г. Киев Главного управления охраны культурного наследия от 25 июня 2011 года здание является памятником архитектуры и градостроительства.
В 2017 году на ремонт бойлерной было потрачено 58 тысяч гривен. В 2018 году прилегающая к зданию территория была включена в список официально разрешённых мест для выгула домашних животных.
По состоянию на 2019 год одно из помещений здания занимал благотворительный магазин «Ласка».

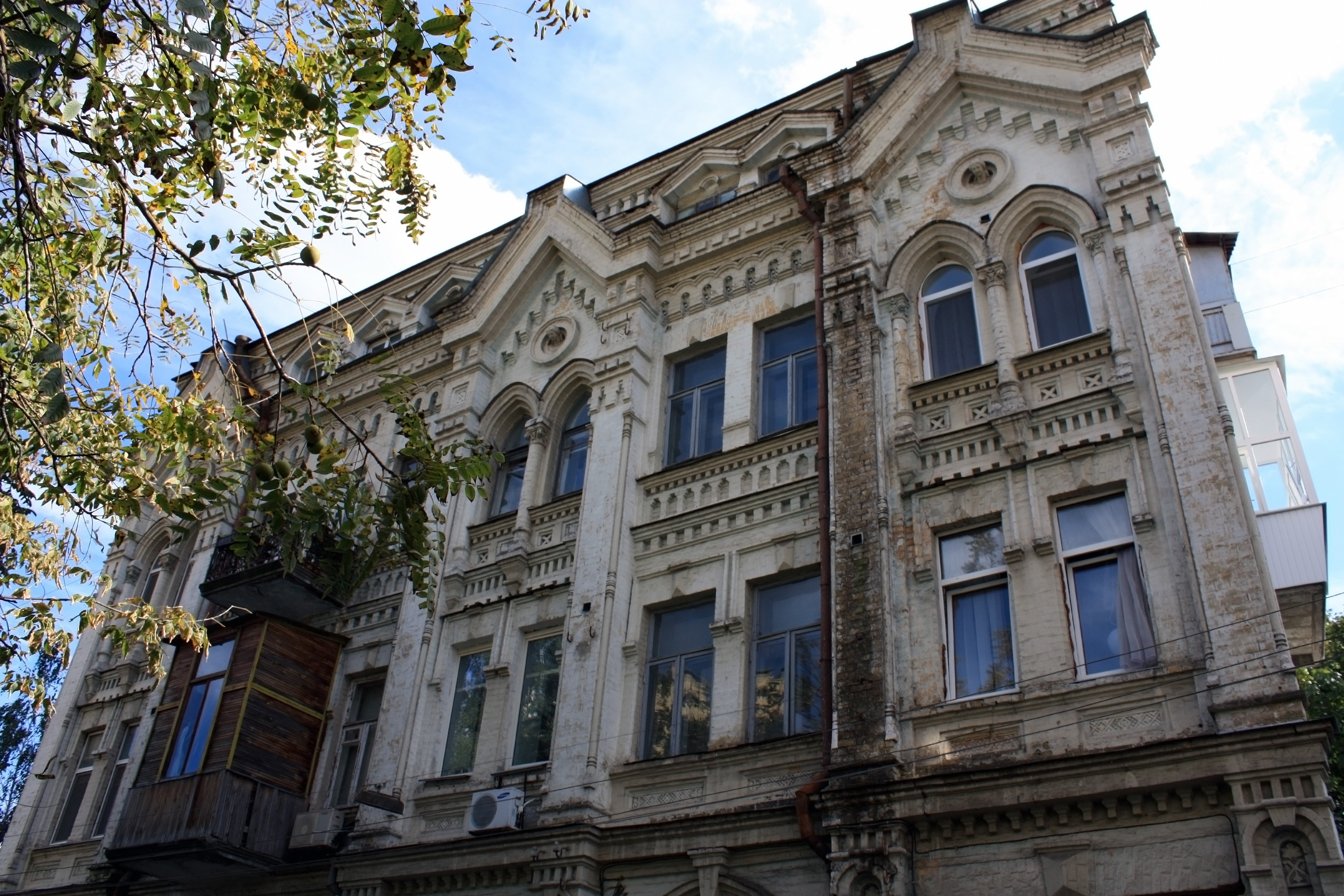
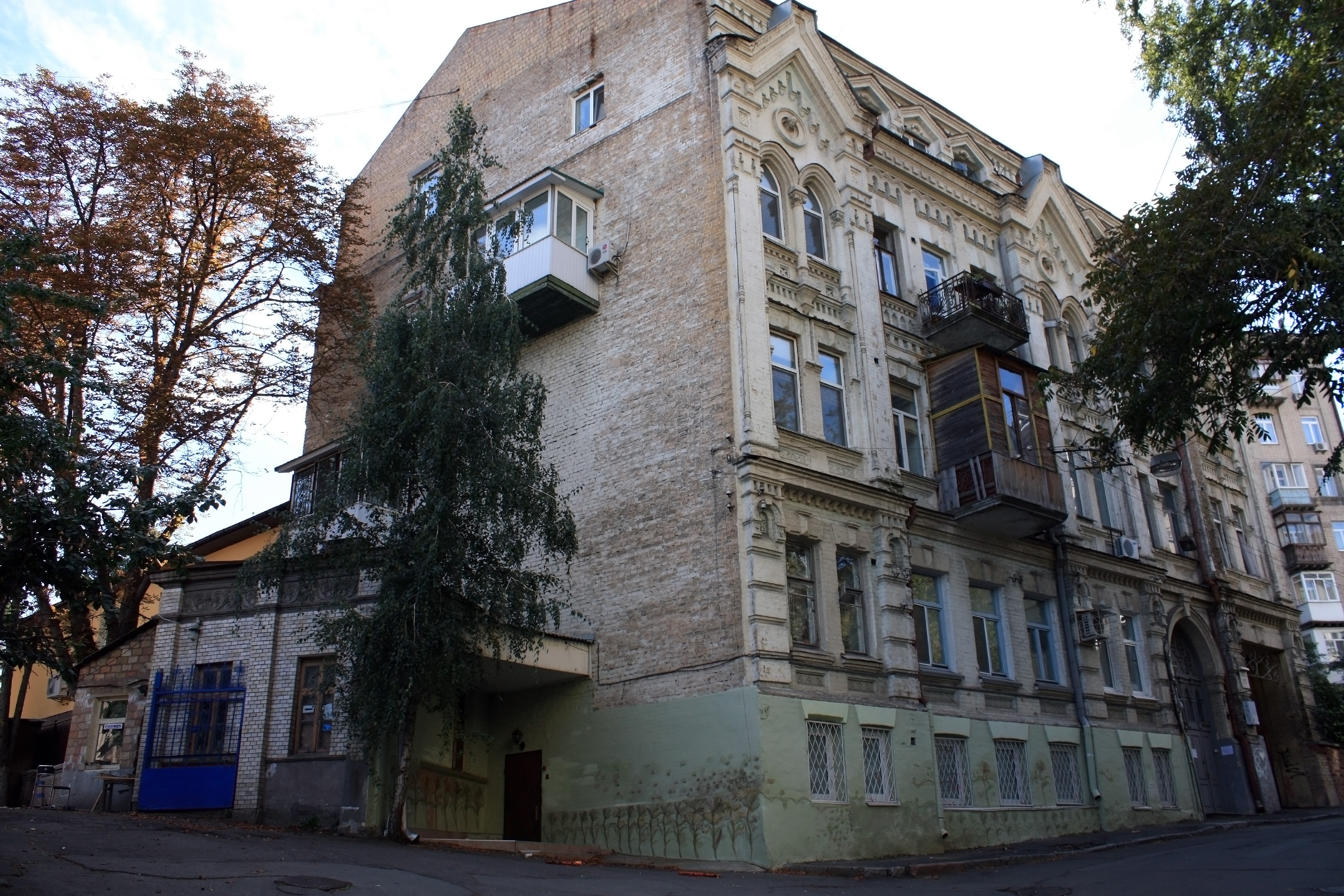
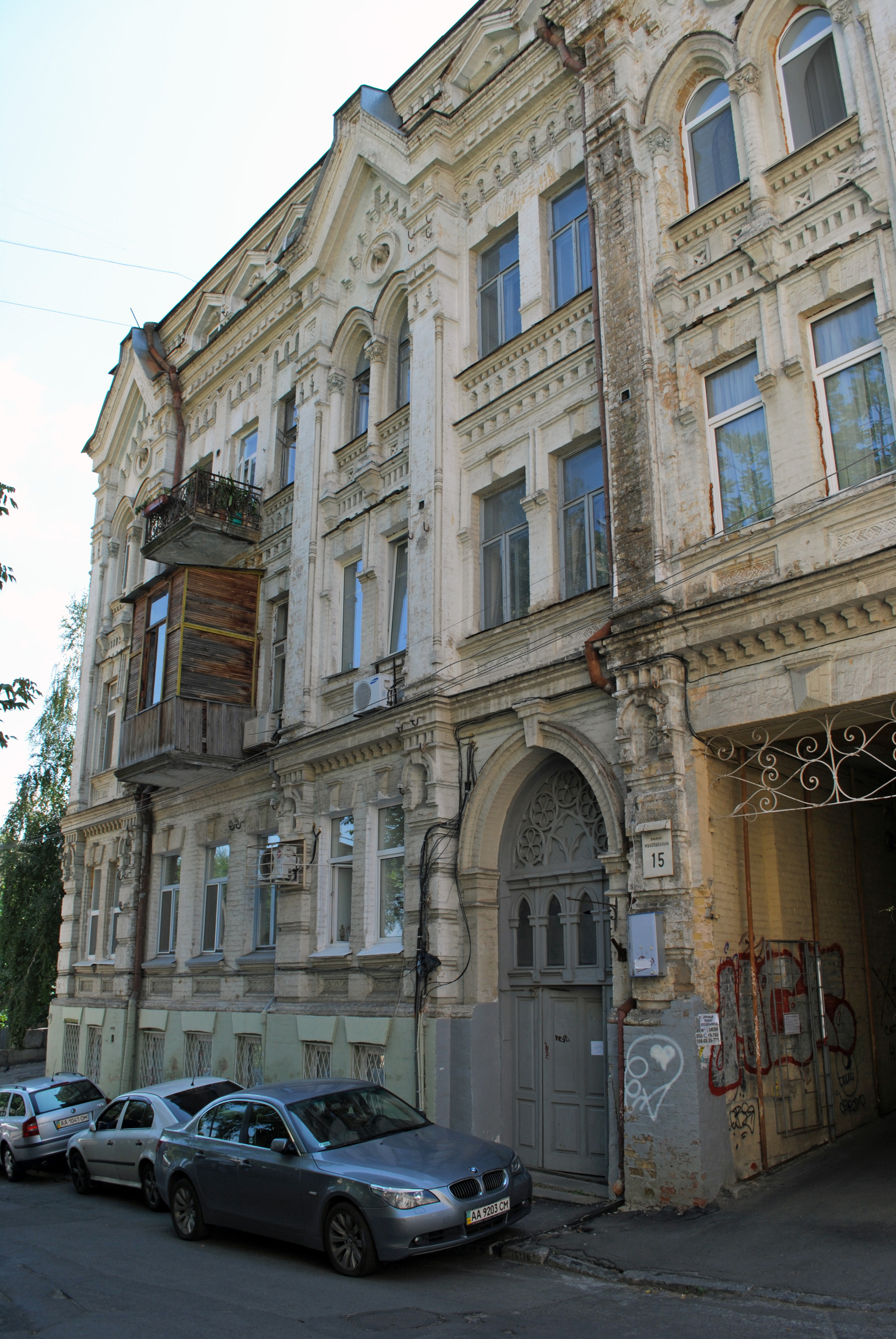
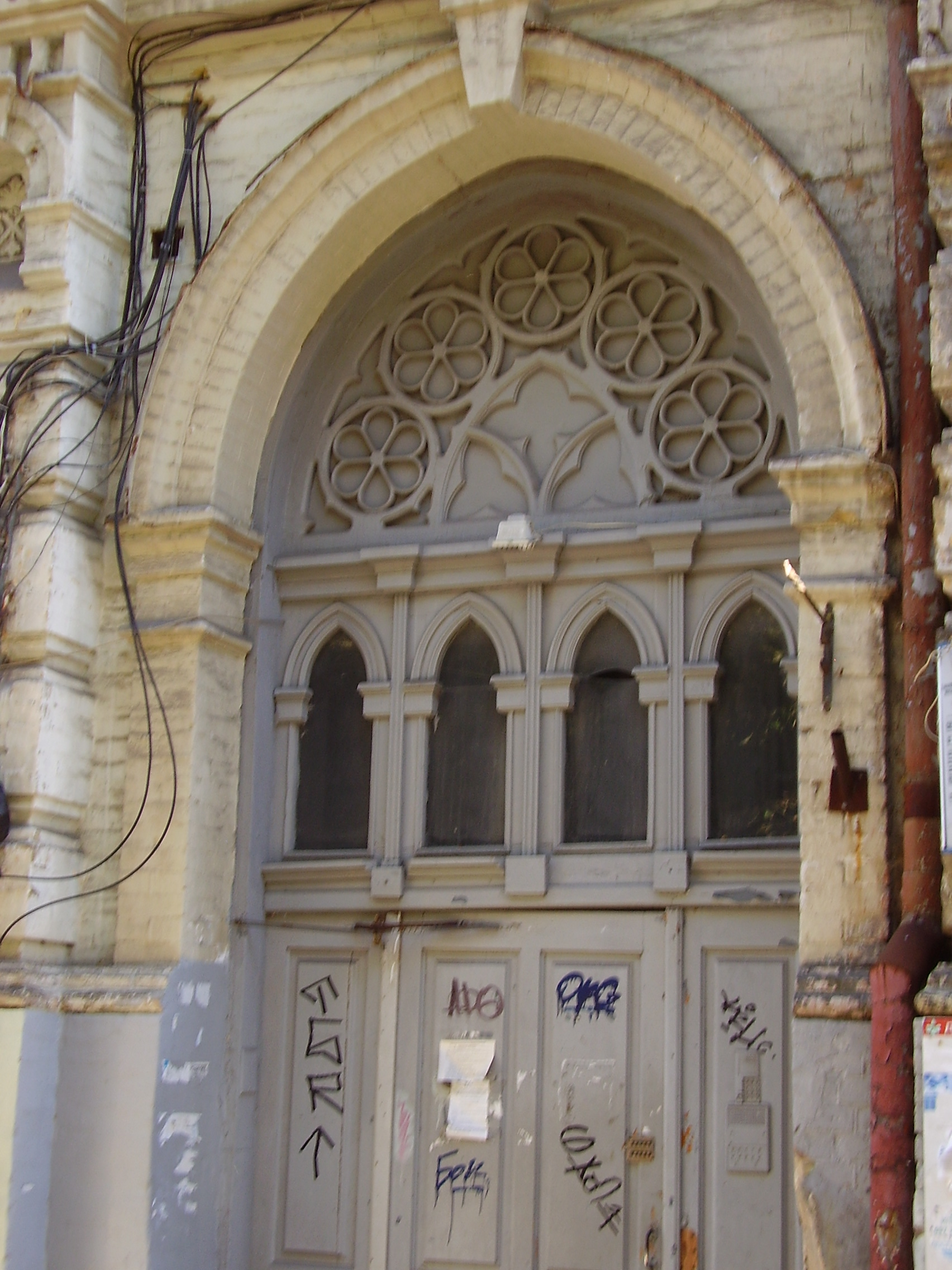